# 18430 Бальзак
18430 Бальзак (18430 Balzac) — астероїд головного поясу, відкритий 14 січня 1994 року.
Тіссеранів параметр щодо Юпітера — 3,515.